# Codice Bullettone
Il Codice Bullettone è un voluminoso manoscritto che contiene i dati patrimoniali della diocesi di Firenze fin dall'alto medioevo, ed è conservato nell'archivio della Curia Arcivescovile di Firenze.
Il nome deriva dalle "bullette" (chiodi) che caratterizzavano la rilegatura originale. È una delle fonti più importanti sui vescovi e sulle proprietà della diocesi fiorentina, talvolta l'unica per i vescovi antecedenti all'XI secolo.
In particolare fu redatto essenzialmente come registro dei beni immobili episcopali e degli atti ad essi relativi, dei diritti e dei privilegi della curia fiorentina, dal X secolo al 1223. Fu fatto compilare dalla famiglia Visdomini, che era tra quelle che avevano la giurisdizione sulla sede vescovile durante la vacanza (cioè quei periodi tra la rinuncia o la morte di un vescovo e l'elezione e insediamento del successivo).